# Let's Go Rakuten Eagles
Singles de DEF.DIVA
Suki Sugite Baka Mitai
(2005)
Singles par Maki Gotō
Ima ni Kitto... In My Life
(2006) Glass no Pumps
(2006)
Singles par Aya Matsuura
Suna wo Kamu you ni... Namida
(2006) Thanks! (avec GAM)
(2006)
 Let's Go Rakuten Eagles  (LET'S GO 楽天イーグルス) est un single spécial "hors série" du groupe temporaire DEF.DIVA, sorti en 2006 en distribution limitée sous un label indépendant lié à Up-Front Works. Il est écrit et produit par Tsunku.
Il est mis en vente le 25 mars 2006 au Japon, cinq mois après la sortie du premier (et ultime) single major du groupe, Suki Sugite Baka Mitai, mais uniquement dans les boutiques spécialisées officielles du Hello! Project et du club de baseball Tohoku Rakuten Golden Eagles, pour l'équipe de laquelle la chanson-titre sert de thème d'encouragement. Le single ne contient que la chanson et sa version instrumentale. Elle figurera d'abord sur la compilation du Hello! Project Petit Best 7 de fin d'année, puis sur la compilation de chansons pour l'équipe Tohoku Rakuten Golden Eagles 5th Anniversary "Songs of Rakuten Eagles" de 2009. Le clip vidéo de la chanson figurera sur la version DVD de Petit Best 7.
Ce single restera le dernier disque du groupe. L'une des membres, Aya Matsuura, chantera aussi la chanson thème d'encouragement du club de l'année suivante, Daisuki Rakuten Eagles, mais cette fois dans le cadre de son duo GAM.

## Interprètes
- Abe Natsumi  (soliste, ex-Morning Musume, ex-Nochiura Natsumi)
- Maki Gotō (soliste, ex-Morning Musume, ex-Nochiura Natsumi)
- Aya Matsuura (soliste, ex-Nochiura Natsumi)
- Rika Ishikawa (V-u-den, ex-Morning Musume)

## Liste des titres
1. Let's Go Rakuten Eagles  (LET'S GO 楽天イーグルス?)
2. Let's Go Rakuten Eagles (Instrumental)